# Royal British Legion
Die Royal British Legion ist eine britische Veteranenorganisation der Streitkräfte des Vereinigten Königreichs, die besonders in England und Schottland hohes Ansehen genießt. Außerhalb des Vereinigten Königreichs gewann sie an Bekanntheit, als Tony Blair die Einkünfte seiner vieldiskutierten Autobiographie an diese Organisation spendete.

## Geschichte
Die Vereinigung entstand am 15. Mai 1921, um den Veteranen eine gemeinsame Stimme zu geben. Dafür schlossen sich diese Organisationen zusammen:
- Comrades of the Great War
- National Association of Discharged Sailors and Soldiers
- National Federation of Discharged and Demobilized Sailors and Soldiers
- The Officers’ Association.

Das Prädikat Royal erhielt die Britische Legion am 29. Mai 1971 anlässlich des fünfzigjährigen Jubiläums.
Earl Haig, der bei der Schlacht an der Somme und der dritten Schlacht um Flandern britischer Kommandeur gewesen war, gehörte zu den Gründungsmitgliedern und leitete die British Legion bis zu seinem Tod im Jahre 1928.

## Aufgaben
Die Vereinigung organisiert alljährlich vielbeachtete Gedenkveranstaltungen und Spendensammlungen, etwa in den Wochen vor dem und am Remembrance Day durch den Verkauf von Remembrance Poppies. Sie hat inzwischen fast 35.000 Kriegsversehrte bei ihren Anträgen auf Rente vertreten und macht jedes Jahr ungefähr 300.000 Hausbesuche, um Veteranen und andere mit Rat und Tat zu unterstützen.

## Musikgruppen
Die Vereinigung findet Unterstützung durch mehr als 50 selbstständig agierende Musikgruppen und Orchester, die über die ganze Welt verteilt sind. Einen besonderen Status hat The Central Band of the Royal British Legion, die seit 1944 existiert und ihren heutigen Namen seit 1986 trägt.

## Royal British Legion Germany
Derzeit gibt es 15 Filialen in Deutschland, einschließlich: Hannover, Berlin, Fallingbostel-Heide, Bergen-Hohne, Osnabrück, Bielefeld, Münster, Dortmund, Paderborn, Lippe, Rheindahlen.

## Kontroversen
Im September 2009 nahm die Legion eine Spende von Rachel Firth, einem Mitglied der British National Party (BNP), an. Sie sammelte Geld, indem sie 24 Stunden in einem Pappkarton verbrachte und die Hälfte an die BNP und die Hälfte an die Legion spendete. Zunächst wurde die Spende abgelehnt, doch nachdem Firth versicherte, dass ihre Spende nicht "politisch ausgenutzt" werden würde, wurde sie angenommen.
Im August 2010 sagte Tony Blair der Legion den Erlös seiner Memoiren "A Journey" zu, "um das enorme Opfer zu würdigen, das [die Streitkräfte] für die Sicherheit unseres Volkes und der Welt bringen". Dazu gehörte auch ein Vorschuss von 4,6 Millionen Pfund, was die größte Einzelspende in der Geschichte der Wohltätigkeitsorganisation darstellt. Chris Simpkins, der Generaldirektor der Legion, zeigte sich erfreut über dieses "sehr großzügige" Angebot, und die Legion kündigte an, dass der Betrag zur Finanzierung ihres geplanten Projekts "Battle Back" verwendet werden soll, mit dem hochmoderne Rehabilitationsdienste für Soldaten bereitgestellt werden sollen, die mit schweren Verletzungen von der Front zurückkehren. Neben den allgemein positiven Reaktionen auf die Nachricht behaupteten einige Kriegsgegner und Familien von Soldaten, die während der Kriege im Irak und in Afghanistan getötet wurden, die Spende sei "Blutgeld" und ein PR-Gag.
Im Jahr 2015 kündigte das Verwaltungsbüro an, dass die Praxis der informellen Barzahlung von Mitgliedsbeiträgen in den Branches beendet werden würde und dass in Zukunft alle Mitgliedsbeiträge entweder per Online-Zahlung, Lastschriftverfahren, Scheck oder in bar bei PayPoint bezahlt werden müssten. In Nordwales veranlasste dies eine Reihe von angeschlossenen Branches, die Legion zu verlassen, darunter Colwyn Bay und Conwy.
Die Royal British Legion Women's Section (RBLWS) wurde 1921 gegründet und war rund 96 Jahre lang unabhängig, mit eigenen Zweigstellen, Standards und Standardträgern, Bezirkszweigstellen, Einnahmen und Ausgaben, einem nationalen Zentralausschuss und einer Jahreskonferenz. Mitte Dezember 2015 teilte die Royal British Legion in einem Schreiben an alle RBLWS-Zweigstellen mit, dass sie beschlossen habe, die Frauensektion bis Oktober 2016 in die Royal British Legion zu integrieren, da die RBLWS dann zu einem "Distrikt" der RBL werde und nicht mehr als eigenständige Organisation agiere. Die nationale Standarte würde am Volkstrauertag nicht mehr am Kenotaph aufgestellt und nie wieder verwendet werden. Die nationalen Funktionäre der RBLWS waren im Voraus darüber informiert worden, aber sie wurden auch angewiesen, die Informationen vertraulich zu behandeln, damit sie ihre Mitglieder nicht vorwarnen konnten. Dies führte rasch zu Massenprotesten und Schließungen von Zweigstellen. Im September 2016 war die öffentliche Wahrnehmung der RBL auf den niedrigsten Stand seit vier Jahren gesunken. Im Dezember warfen langjährige Mitglieder der RBL vor, diktatorisch zu handeln, und ein Mitglied kommentierte: "Es ist definitiv wie in der Zeit vor der Suffragette. Männer kommandieren die Frauen herum." Anfang 2017 war die Mitgliederzahl des RBLWS von etwa 32.000 auf weniger als 16.000 gesunken.[26] Die Integration des RBLWS in den RBL wurde im November 2017 abgeschlossen.
Der RBLWS bestand auch 2024 noch, mit einem Zentralausschuss von sieben Mitgliedern und einem Sitz seines Vorsitzenden im RBL-Kuratorium. Zu diesem Zeitpunkt waren die umfangreichen Mittel des RBLWS in die Konten des RBL integriert worden.
2022 haben Aktivsten der Royal British Legion jahrzehntelange Homophobie vorgeworfen und behauptet, sie habe versucht, die Beiträge von LGBTQ+-Personen in britischen Kriegseinsätzen nicht zu publizieren und sich aktiv gegen Gedenkveranstaltungen für Queers zu wenden. Die RBL hat die Aktivisten um Entschuldigung gebeten.
Das nordirische Bezirkskomitee wurde im März 2024 wegen "nicht konformer Aktivitäten" suspendiert. Im selben Monat haben Veteranen die Royal British Legion und die SSAFA kritisiert, nachdem beide sich geweigert hatten, die Beerdigung eines Soldaten ohne Familie zu unterstützen.